# Ponta das Palmeirinhas
Ponta das Palmeirinhas är en udde i Angola.   Den ligger i provinsen Luanda, i den nordvästra delen av landet, 40 kilometer sydväst om huvudstaden Luanda.
Terrängen inåt land är platt. Havet är nära Ponta das Palmeirinhas åt nordväst. Runt Ponta das Palmeirinhas är det tätbefolkat, med 849 invånare per kvadratkilometer..
Trakten runt Ponta das Palmeirinhas består i huvudsak av gräsmarker.